# Блумфілд-Гіллс
Блумфілд-Гіллс (англ. Bloomfield Hills) — місто (англ. city) в США, в окрузі Окленд штату Мічиган. Населення — 4460 осіб (2020).

## Географія
Блумфілд-Гіллс розташований за координатами 42°34′31″ пн. ш. 83°15′16″ зх. д. / 42.57528° пн. ш. 83.25444° зх. д. (42.575293, -83.254388).  За даними Бюро перепису населення США в 2010 році місто мало площу 13,05 км², з яких 12,85 км² — суходіл та 0,20 км² — водойми.

## Демографія
Згідно з переписом 2010 року, у місті мешкало 3869 осіб у 1489 домогосподарствах у складі 1116 родин. Густота населення становила 296 осіб/км².  Було 1659 помешкань (127/км²).
Расовий склад населення:
| - 87,3 % — білих - 6,7 % — азіатів - 4,1 % — чорних або афроамериканців - 0,1 % — корінних американців |

До двох чи більше рас належало 1,6 %. Частка іспаномовних становила 1,5 % від усіх жителів.
За віковим діапазоном населення розподілялося таким чином: 19,9 % — особи молодші 18 років, 50,4 % — особи у віці 18—64 років, 29,7 % — особи у віці 65 років та старші. Медіана віку мешканця становила 54,1 року. На 100 осіб жіночої статі у місті припадало 96,0 чоловіків;  на 100 жінок у віці від 18 років та старших — 90,9 чоловіків також старших 18 років.
Середній дохід на одне домашнє господарство  становив 276 623 долари США (медіана — 172 768), а середній дохід на одну сім'ю — 307 404 долари (медіана — 232 813). Медіана доходів становила 142 833 долари для чоловіків та 65 238 доларів для жінок. За межею бідності перебувало 3,1 % осіб, у тому числі 0,0 % дітей у віці до 18 років та 3,1 % осіб у віці 65 років та старших.
Цивільне працевлаштоване населення становило 1596 осіб. Основні галузі зайнятості: освіта, охорона здоров'я та соціальна допомога — 42,0 %, виробництво — 16,7 %, науковці, спеціалісти, менеджери — 16,4 %.